# Saint-Beauzile
Saint-Beauzile is een gemeente in het Franse departement Tarn (regio Occitanie) en telt 116 inwoners (2009). De plaats maakt deel uit van het arrondissement Albi.

## Geografie
De oppervlakte van Saint-Beauzile bedraagt 9,6 km², de bevolkingsdichtheid is dus 12,1 inwoners per km².
De onderstaande kaart toont de ligging van Saint-Beauzile met de belangrijkste infrastructuur en aangrenzende gemeenten.

## Demografie
Onderstaande figuur toont het verloop van het inwonertal (bron: INSEE-tellingen).